# Súlyemelés a 2004. évi nyári olimpiai játékokon
A 2004. évi nyári olimpiai játékokon súlyemelésben nyolc férfi és hét női súlycsoportban avattak olimpiai bajnokot.
A nagyon szigorú doppingvizsgálaton sok versenyző fennakadt:
- 62 kg Leonídasz Szambánisz görög, a verseny második helyezettje.
- 48 kg Nan Aye Khine mianmari, a verseny negyedik helyezettje.
- 53 kg Szanamacsa Csanu indiai, a verseny negyedik helyezettje.
- 77 kg Oleg Perepecsonov orosz, harmadik helyezett, a megismételt doppingvizsgálat után 2013-ban.[1]

## Éremtáblázat
(A táblázatokban Magyarország és a rendező ország csapata eltérő háttérszínnel, az egyes számoszlopok legmagasabb értéke vagy értékei vastagítással kiemelve.)
| A 2004. évi nyári olimpiai játékok éremtáblázata súlyemelésben | A 2004. évi nyári olimpiai játékok éremtáblázata súlyemelésben | A 2004. évi nyári olimpiai játékok éremtáblázata súlyemelésben | A 2004. évi nyári olimpiai játékok éremtáblázata súlyemelésben | A 2004. évi nyári olimpiai játékok éremtáblázata súlyemelésben | Olimpia  |
| -------------------------------------------------------------- | -------------------------------------------------------------- | -------------------------------------------------------------- | -------------------------------------------------------------- | -------------------------------------------------------------- | -------- |
|                                                                | Ország                                                         | Arany                                                          | Ezüst                                                          | Bronz                                                          | Összesen |
| 1.                                                             | Kína (CHN)                                                     | 5                                                              | 3                                                              | 0                                                              | 8        |
| 2.                                                             | Törökország (TUR)                                              | 3                                                              | 0                                                              | 1                                                              | 4        |
| 3.                                                             | Thaiföld (THA)                                                 | 2                                                              | 0                                                              | 2                                                              | 4        |
| 4.                                                             | Oroszország (RUS)                                              | 1                                                              | 2                                                              | 4                                                              | 7        |
| 5.                                                             | Ukrajna (UKR)                                                  | 1                                                              | 1                                                              | 0                                                              | 2        |
| 6.                                                             | Bulgária (BUL)                                                 | 1                                                              | 0                                                              | 1                                                              | 2        |
| 7.                                                             | Grúzia (GEO)                                                   | 1                                                              | 0                                                              | 0                                                              | 1        |
| 7.                                                             | Irán (IRI)                                                     | 1                                                              | 0                                                              | 0                                                              | 1        |
|                                                                |                                                                |                                                                |                                                                |                                                                |          |
| 9.                                                             | Fehéroroszország (BLR)                                         | 0                                                              | 2                                                              | 1                                                              | 3        |
| 10.                                                            | Dél-Korea (KOR)                                                | 0                                                              | 2                                                              | 0                                                              | 2        |
| 11.                                                            | Magyarország (HUN)                                             | 0                                                              | 1                                                              | 0                                                              | 1        |
| 11.                                                            | Indonézia (INA)                                                | 0                                                              | 1                                                              | 0                                                              | 1        |
| 11.                                                            | Kazahsztán (KAZ)                                               | 0                                                              | 1                                                              | 0                                                              | 1        |
| 11.                                                            | Észak-Korea (PRK)                                              | 0                                                              | 1                                                              | 0                                                              | 1        |
| 11.                                                            | Lettország (LAT)                                               | 0                                                              | 1                                                              | 0                                                              | 1        |
|                                                                |                                                                |                                                                |                                                                |                                                                |          |
| 16.                                                            | Kolumbia (COL)                                                 | 0                                                              | 0                                                              | 1                                                              | 1        |
| 16.                                                            | Horvátország (CRO)                                             | 0                                                              | 0                                                              | 1                                                              | 1        |
| 16.                                                            | Görögország (GRE)                                              | 0                                                              | 0                                                              | 1                                                              | 1        |
| 16.                                                            | Lengyelország (POL)                                            | 0                                                              | 0                                                              | 1                                                              | 1        |
| 16.                                                            | Venezuela (VEN)                                                | 0                                                              | 0                                                              | 1                                                              | 1        |
|                                                                |                                                                |                                                                |                                                                |                                                                |          |
| Összesen                                                       | Összesen                                                       | 15                                                             | 15                                                             | 15                                                             | 45       |

## Férfiak

### Éremtáblázat
| A 2004. évi nyári olimpiai játékok éremtáblázata férfi súlyemelésben | A 2004. évi nyári olimpiai játékok éremtáblázata férfi súlyemelésben | A 2004. évi nyári olimpiai játékok éremtáblázata férfi súlyemelésben | A 2004. évi nyári olimpiai játékok éremtáblázata férfi súlyemelésben | A 2004. évi nyári olimpiai játékok éremtáblázata férfi súlyemelésben | Olimpia  |
| -------------------------------------------------------------------- | -------------------------------------------------------------------- | -------------------------------------------------------------------- | -------------------------------------------------------------------- | -------------------------------------------------------------------- | -------- |
|                                                                      | Ország                                                               | Arany                                                                | Ezüst                                                                | Bronz                                                                | Összesen |
| 1.                                                                   | Kína (CHN)                                                           | 2                                                                    | 2                                                                    | 0                                                                    | 4        |
| 2.                                                                   | Törökország (TUR)                                                    | 2                                                                    | 0                                                                    | 2                                                                    | 4        |
| 3.                                                                   | Oroszország (RUS)                                                    | 1                                                                    | 1                                                                    | 2                                                                    | 4        |
| 4.                                                                   | Bulgária (BUL)                                                       | 1                                                                    | 0                                                                    | 1                                                                    | 2        |
| 5.                                                                   | Irán (IRI)                                                           | 1                                                                    | 0                                                                    | 0                                                                    | 1        |
| 5.                                                                   | Grúzia (GEO)                                                         | 1                                                                    | 0                                                                    | 0                                                                    | 1        |
|                                                                      |                                                                      |                                                                      |                                                                      |                                                                      |          |
| 7.                                                                   | Fehéroroszország (BLR)                                               | 0                                                                    | 1                                                                    | 0                                                                    | 1        |
| 7.                                                                   | Kazahsztán (KAZ)                                                     | 0                                                                    | 1                                                                    | 0                                                                    | 1        |
| 7.                                                                   | Dél-Korea (KOR)                                                      | 0                                                                    | 1                                                                    | 0                                                                    | 1        |
| 7.                                                                   | Lettország (LAT)                                                     | 0                                                                    | 1                                                                    | 0                                                                    | 1        |
| 7.                                                                   | Ukrajna (UKR)                                                        | 0                                                                    | 1                                                                    | 0                                                                    | 1        |
|                                                                      |                                                                      |                                                                      |                                                                      |                                                                      |          |
| 12.                                                                  | Görögország (GRE)                                                    | 0                                                                    | 0                                                                    | 1                                                                    | 1        |
| 12.                                                                  | Horvátország (CRO)                                                   | 0                                                                    | 0                                                                    | 1                                                                    | 1        |
| 12.                                                                  | Venezuela (VEN)                                                      | 0                                                                    | 0                                                                    | 1                                                                    | 1        |
|                                                                      |                                                                      |                                                                      |                                                                      |                                                                      |          |
| Összesen                                                             | Összesen                                                             | 8                                                                    | 8                                                                    | 8                                                                    | 24       |

### Érmesek
| A 2004. évi nyári olimpiai játékok férfi érmesei súlyemelésben |                                                                      |                                                               |                                                             |
| Versenyszám                                                    | Arany                                                                | Ezüst                                                         | Bronz                                                       |
| 56 kg                                                          | Halil Mutlu · Törökország (TUR) · (135+160=295 kg)                   | Vu Mej-csin (Wu Meijin) · Kína (CHN) · (130+157.5=287.5 kg)   | Sedat Artuç · Törökország (TUR) · (125+155=280 kg)          |
| 62 kg                                                          | Si Cse-jung (Shi Zhiyong) · Kína (CHN) · (152.5+172.5=325 kg)        | Lö Mao-seng (Le Maosheng) · Kína (CHN) · (140+172.5=312.5 kg) | Israel José Rubio · Venezuela (VEN) · (132.5+162.5=295 kg)  |
| 69 kg                                                          | Csang Kuo-cseng (Zhang Guozheng) · Kína (CHN) · (160+187.5=347.5 kg) | I Bejong · Dél-Korea (KOR) · (152.5+190=342.5 kg)             | Nikolaj Pešalov · Horvátország (CRO) · (150+187.5=337.5 kg) |
| 77 kg                                                          | Taner Sağır · Törökország (TUR) · (172.5+202.5=375 kg)               | Szergej Filimonov · Kazahsztán (KAZ) · (172.5+200=372.5 kg)   | Reyhan Arabacıoğlu · Törökország (TUR) · (165+195=360 kg)   |
| 85 kg                                                          | Giorgi Aszanidze · Grúzia (GEO) · (177.5+205=382.5 kg)               | Andrej Ribakov · Fehéroroszország (BLR) · (180+200=380 kg)    | Pírosz Dímasz · Görögország (GRE) · (175+202.5=377.5 kg)    |
| 94 kg                                                          | Milen Dobrev · Bulgária (BUL) · (187.5+220=407.5 kg)                 | Hadzsimurat Akkajev · Oroszország (RUS) · (185+220=405 kg)    | Eduard Tyukin · Oroszország (RUS) · (182.5+215=397.5 kg)    |
| 105 kg                                                         | Dmitrij Beresztov · Oroszország (RUS) · (195+230=425 kg)             | Ihor Razorjonov · Ukrajna (UKR) · (190+230=420 kg)            | Gleb Piszarevszkij · Oroszország (RUS) · (190+225=415 kg)   |
| + 105 kg                                                       | Hoszejn Rezázáde · Irán (IRI) · (210+262.5-263.5,VCS=472.5 kg)       | Viktors Ščerbatihs · Lettország (LAT) · (205+250=455 kg)      | Velicsko Csolakov · Bulgária (BUL) · (207.5+240=447.5 kg)   |

## Nők

### Éremtáblázat
| A 2004. évi nyári olimpiai játékok éremtáblázata női súlyemelésben | A 2004. évi nyári olimpiai játékok éremtáblázata női súlyemelésben | A 2004. évi nyári olimpiai játékok éremtáblázata női súlyemelésben | A 2004. évi nyári olimpiai játékok éremtáblázata női súlyemelésben | A 2004. évi nyári olimpiai játékok éremtáblázata női súlyemelésben | Olimpia  |
| ------------------------------------------------------------------ | ------------------------------------------------------------------ | ------------------------------------------------------------------ | ------------------------------------------------------------------ | ------------------------------------------------------------------ | -------- |
|                                                                    | Ország                                                             | Arany                                                              | Ezüst                                                              | Bronz                                                              | Összesen |
| 1.                                                                 | Kína (CHN)                                                         | 3                                                                  | 1                                                                  | 0                                                                  | 4        |
| 2.                                                                 | Thaiföld (THA)                                                     | 2                                                                  | 0                                                                  | 2                                                                  | 4        |
| 3.                                                                 | Törökország (TUR)                                                  | 1                                                                  | 0                                                                  | 0                                                                  | 1        |
| 3.                                                                 | Ukrajna (UKR)                                                      | 1                                                                  | 0                                                                  | 0                                                                  | 1        |
| 5.                                                                 | Oroszország (RUS)                                                  | 0                                                                  | 1                                                                  | 2                                                                  | 3        |
| 6.                                                                 | Fehéroroszország (BLR)                                             | 0                                                                  | 1                                                                  | 1                                                                  | 2        |
| 7.                                                                 | Indonézia (INA)                                                    | 0                                                                  | 1                                                                  | 0                                                                  | 1        |
| 7.                                                                 | Dél-Korea (KOR)                                                    | 0                                                                  | 1                                                                  | 0                                                                  | 1        |
| 7.                                                                 | Észak-Korea (PRK)                                                  | 0                                                                  | 1                                                                  | 0                                                                  | 1        |
| 7.                                                                 | Magyarország (HUN)                                                 | 0                                                                  | 1                                                                  | 0                                                                  | 1        |
| 11.                                                                | Kolumbia (COL)                                                     | 0                                                                  | 0                                                                  | 1                                                                  | 1        |
| 11.                                                                | Lengyelország (POL)                                                | 0                                                                  | 0                                                                  | 1                                                                  | 1        |
|                                                                    |                                                                    |                                                                    |                                                                    |                                                                    |          |
| Összesen                                                           | Összesen                                                           | 7                                                                  | 7                                                                  | 7                                                                  | 21       |

### Érmesek
| A 2004. évi nyári olimpiai játékok női érmesei súlyemelésben |                                                                                  |                                                                    |                                                                     |
| Versenyszám                                                  | Arany                                                                            | Ezüst                                                              | Bronz                                                               |
| 48 kg                                                        | Nurcan Taylan · Törökország (TUR) · (97.5,VCS+112.5=210 kg VCS)                  | Li Cso (Li Zhuo) · Kína (CHN) · (92.5+112.5=205 kg)                | Ari Viratthavon · Thaiföld (THA) · (85+115=200 kg)                  |
| 53 kg                                                        | Udomphon Phonszak · Thaiföld (THA) · (97.5+125=222.5 kg)                         | Raema Lisa Rumbewas · Indonézia (INA) · (95+115=210 kg)            | Mabel Mosquera · Kolumbia (COL) · (87.5+110=197.5 kg)               |
| 58 kg                                                        | Csen Jen-csing (Chen Yanqing) · Kína (CHN) · (107.5+130=237.5 kg)                | I Szonghi · Észak-Korea (PRK) · (102.5+130=232.5 kg)               | Vandi Khamiam · Thaiföld (THA) · (102.5+127.5=230 kg)               |
| 63 kg                                                        | Natalija Szkakun · Ukrajna (UKR) · (107.5+135=242.5 kg)                          | Hanna Bacjuska · Fehéroroszország (BLR) · (115,VCS+127.5=242.5 kg) | Taccjana Sztukalava · Fehéroroszország (BLR) · (100+122.5=222.5 kg) |
| 69 kg                                                        | Liu Csun-hung (Liu Chunhong) · Kína (CHN) · (122.5,VCS+152.5-153,VCS=275 kg VCS) | Krutzler Eszter · Magyarország (HUN) · (117.5+145=262.5 kg)        | Zarema Kaszajeva · Oroszország (RUS) · (117.5+=145262.5 kg)         |
| 75 kg                                                        | Pavina Thongszuk · Thaiföld (THA) · (122.5+150=272.5 kg VCS)                     | Natalja Zabolotnaja · Oroszország (RUS) · (125,VCS+147.5=272.5 kg) | Valentyina Popova · Oroszország (RUS) · (120.5+145=265.5 kg)        |
| + 75 kg                                                      | Tang Kung-hung (Tang Gonghong) · Kína (CHN) · (122.5+182.5,VCS=305 kg VCS)       | Csang Miran · Dél-Korea (KOR) · (130+172.5=302.5 kg)               | Agata Wróbel · Lengyelország (POL) · (130+160=290 kg)               |

## Magyar részvétel
- Krutzler Eszter ezüstérem 69 kg (117.5-145=262.5)
- Varga Viktória 4. +75 kg (127.5 országos csúcs-155=282.5 ocs)
- Tancsics László 7. 56 kg (122.5-150 ocs=272.5 ocs)
- Feri Attila 7. 77 kg (155-200=355)
- Kecskés Zoltán 69 kg pozitív doppingteszt miatt nem indulhatott.
- Gyurkovics Ferenc 105 kg második helyen végzett, pozitív doppingteszt miatt kizárták.
- Kovács Zoltán 105 kg sérülés miatt visszalépett, majd dopping vétséget követett el, nem adott mintát ezért kizárták.